# The Mighty Boosh

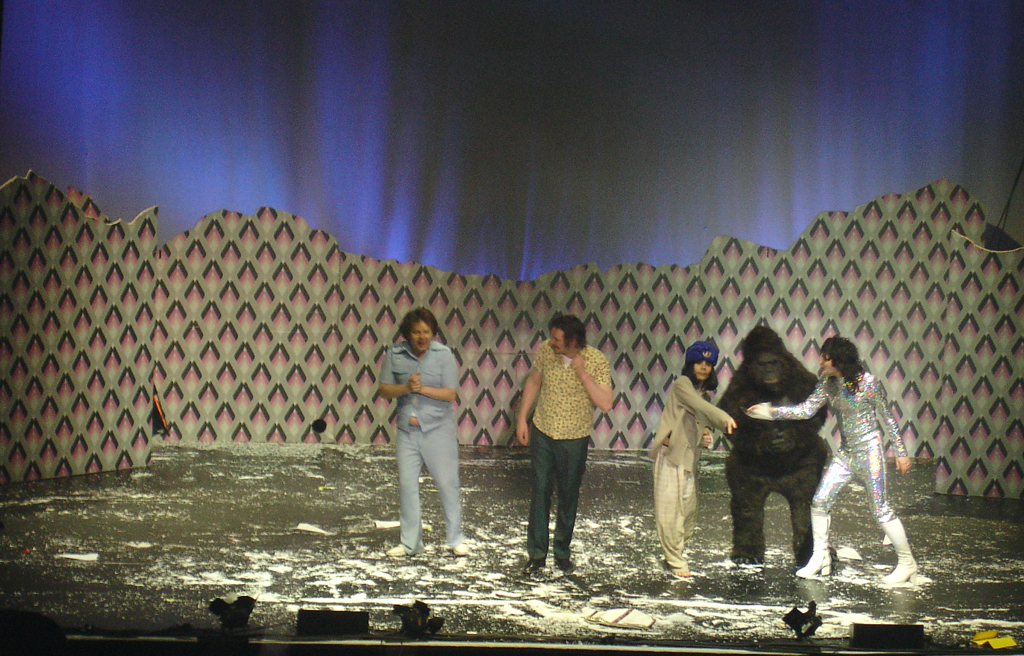
The Mighty Boosh (Rich Fulcher, Julian Barratt, Michael Fielding, Dave Brown und Noel Fielding) bei einem Auftritt 2006

The Mighty Boosh ist eine britische Comedy-Gruppe um die beiden Komiker Julian Barratt und Noel Fielding. The Mighty Boosh ist insbesondere für ihre gleichnamige Fernsehsendung bekannt, in der Barratt und Fielding die Figuren Howard Moon und Vince Noir spielen, die zahlreiche psychedelische Abenteuer erleben.

## Geschichte
Nachdem sich Barratt und Fielding über Stand-Up-Comedy kennengelernt hatten, gründeten sie die Gruppe. 1998 traten sie in der Sketch-Comedy-Sendung Unnatural Acts auf, bei der sie mit Rich Fulcher und Richard Ayoade zusammenarbeiteten, die Teil des Ensembles wurden. Weitere Mitglieder wurden der Komiker Dave Brown und Fieldings Bruder Michael.
The Mighty Boosh entwickelten zunächst drei Theaterstücke, The Mighty Boosh (1998), Arctic Boosh (1999) und Autoboosh und 2001 die sechsteilige BBC-Radiosendung The Boosh. Durch den großen Erfolg der Stücke und Hörspiele wurde ab 2004 die Fernsehserie realisiert, die im Vereinigten Königreich mittlerweile Kultstatus besitzt. Die bisherigen drei Staffeln wurden auf dem britischen Sender BBC Three ausgestrahlt. Eine vierte Staffel ist bisher nicht in Planung, allerdings erklärte Fielding 2012, dass ein Filmprojekt geplant werde. In Deutschland wurde die Sendung bisher nicht ausgestrahlt.
Viele Mitglieder von The Mighty Boosh waren in weiteren britischen Comedyserien zu sehen, etwa Nathan Barley, Snuff Box und Noel Fielding’s Luxury Comedy.
2006 kehrte die Gruppe mit The Mighty Boosh Live auf die Theaterbühne zurück und tourte durch England; 2008 folgte die Future Sailors Tour.

## Fernsehsendung
In den drei Staffeln wechseln die Handlungsorte und zum Teil auch die Besetzung. So spielt die erste Staffel in einem Zoo, wo die Hauptfiguren Howard und Vince als Wärter arbeiten. Die zweite Staffel spielt in der WG der beiden, und sie versuchen ihr Glück als Musiker. In der dritten Staffel sind die beiden Angestellte in einem skurrilen Second-Hand-Laden. Der Ton und Humor der einzelnen Folgen und Staffeln variiert sehr stark, von kindlich und albern über surreal bis düster, albtraumhaft und manchmal beinahe verstörend.
Die Drehbücher aller Episoden stammen aus der Feder von Barrat und Fielding, Regie führte Paul King.

### Staffel 1
Die Handlung der ersten Staffel folgt den beiden Freunden Vince Noir und Howard Moon als Wärter im Zoo „Zooniverse“. Mehr oder weniger absurde und surreale Vorkommnisse bringen die beiden, den Zoo oder die Tiere in jeder Episode in Gefahr. Oft vom wahnsinnigen Zoodirektor Bob Fossil (Fulcher) dazu verdonnert, müssen Vince und Howard das Problem lösen, was sie an Orte wie die arktische Tundra oder in die Vorhölle führt.

### Staffel 2
Vince und Howard teilen sich mit dem außerirdischen Schamanen Naboo (Michael Fielding) und dem Gorilla Bollo (Brown), beides Nebencharaktere aus der ersten Staffel, in Dalston, London eine Wohnung. Die Handlung folgt den Vieren, wie sie mit ihrem Van von Folge zu Folge London verlassen, und in surrealen Umgebungen (etwa Naboos Heimatplaneten Xooberon) auf kuriose Monster und Charaktere stoßen.

### Staffel 3
Vince, Howard, Naboo und Bollo sind immer noch in Dalston. Vince und Howard arbeiten nun in Naboos Second-Hand-Shop „Nabootique“. Während Naboo und Bollo meistens unterwegs sind, etwa um als DJs aufzulegen oder im Urlaub auf einem fliegenden Teppich, wird die Verantwortung über den Laden an Vince und Howard übertragen. Meistens endet dies darin, dass Vince und Howard wieder in albtraumhafte oder gefährliche Situationen geraten und Naboo und Bollo ihnen aus der Misere helfen müssen.

### Episodenliste
- Staffel 1

| Episode | Titel    | Erstausstrahlung |
| ------- | -------- | ---------------- |
| 1       | Killeroo | 18. Mai 2004     |
| 2       | Mutants  | 25. Mai 2004     |
| 3       | Bollo    | 1. Juni 2004     |
| 4       | Tundra   | 8. Juni 2004     |
| 5       | Jungle   | 15. Juni 2004    |
| 6       | Charlie  | 22. Juni 2004    |
| 7       | Electro  | 29. Juni 2004    |
| 8       | Hitcher  | 6. Juli 2004     |

- Staffel 2

| Episode | Titel                      | Erstausstrahlung |
| ------- | -------------------------- | ---------------- |
| 1       | Call of the Yeti           | 25. Juli 2005    |
| 2       | The Priest and the Beast   | 2. August 2005   |
| 3       | Nanageddon                 | 9. August 2005   |
| 4       | Fountain of Youth          | 16. August 2005  |
| 5       | The Legend of Old Gregg    | 23. August 2005  |
| 6       | The Nightmare of Milky Joe | 30. August 2005  |

- Staffel 3

| Episode | Titel                             | Erstausstrahlung  |
| ------- | --------------------------------- | ----------------- |
| 1       | Eels                              | 15. November 2007 |
| 2       | Journey to the Centre of a Punk   | 22. November 2007 |
| 3       | The Power of the Crimp            | 29. November 2007 |
| 4       | The Strange Tale of the Crack Fox | 6. Dezember 2007  |
| 5       | Party                             | 13. Dezember 2007 |
| 6       | The Chokes                        | 20. Dezember 2007 |